# Караманци
Караманци (болг. Караманци) — село в Болгарии. Находится в Хасковской области, входит в общину Минерални-Бани. Население составляет 1054 человека.

## Политическая ситуация
В местном кметстве Караманци, в состав которого входит Караманци, должность кмета (старосты) исполняет Мюрен Ибрям (Движение за права и свободы (ДПС)), прежде кметом был Алейдин Шакир Исмаил (ДПС) по результатам выборов правления кметства.